# Isleworth
Isleworth är en ort i Storbritannien.   Den ligger i grevskapet Greater London och riksdelen England, i den södra delen av landet, 15 km väster om huvudstaden London. Isleworth ligger 21 meter över havet och antalet invånare är 20 500.
Terrängen runt Isleworth är platt, och sluttar söderut. Runt Isleworth är det mycket tätbefolkat, med 6 241 invånare per kvadratkilometer. Närmaste större samhälle är City of London, 17,8 km öster om Isleworth. Runt Isleworth är det i huvudsak tätbebyggt.